# خوسيه غوميز فيريرا
خوسيه غوميز فيريرا (بالبرتغالية: José Gomes Ferreira‏) هو صحفي وكاتب ومؤلف وشاعر برتغالي، ولد في 9 يوليو 1900 في بورتو في البرتغال، وتوفي في 8 فبراير 1985.

## وصلات خارجية
- خوسيه غوميز فيريرا على موقع IMDb (الإنجليزية)
- خوسيه غوميز فيريرا على موقع ميوزك برينز (الإنجليزية)
- خوسيه غوميز فيريرا على موقع ديسكوغز (الإنجليزية)